# Activitate cometară
Activitatea cometară poate fi definită ca dezvoltarea unei slabe atmosfere care înconjoară nucleul solid al unui mic corp ceresc din Sistemul Solar. Este un criteriu suficient care permite distingerea cometelor de alte mici corpuri cerești . Dezvoltarea acestei slabe atmosfere este datorată sublimării elementelor înghețate conținute de nucleul cometar. Această sublimare este indusă de încălzirea nucleului când acesta se apropie de Soare.

## Cometă sau asteroid
Philippe Rousselot de la Observatorul din Besançon revine asupra diferenței dintre asteroid și cometă, pe care el o judecă neevidentă întrucât diferențele coexistă și ele nu sunt toate mutual consistente; el avansează 3 criterii diferențiatoare:
1. O cometă este caracterizată prin prezența unei coame;
2. O cometă este compusă dintr-o fracțiune substanțială de elemente înghețate (obiect condensat dincolo de « limita de îngheț »);
3. Parametrul lui Tisserand al unui asteroid este TJ>3 în timp ce avem 2<TJ<3 pentru cometele din familia lui Jupiter și TJ<2 pentru cele din familia lui Halley.

Activitatea cometară este astfel definită doar prin prezența acestei «atmosfere» denumită coamă. Cometele puțin active pot foarte bine, prin urmare, să nu aibă nicio coadă. Ceea ce se întâmplă, în mod curent în Sistemul Solar. Cometele vizibile cu ușurință cu ochiul liber, grație cozii lor, sunt mai degrabă rare, în timp ce astronomii semnalează în medie apariția a două comete în fiecare lună.